# Ochetarcha
Ochetarcha är ett släkte av fjärilar. Ochetarcha ingår i familjen vecklare.
Kladogram enligt Catalogue of Life:
| Ochetarcha | \| \| Ochetarcha circensis \| \| \| \| \| \| Ochetarcha miraculosa \| \| \| \| |
|            | \| \| Ochetarcha circensis \| \| \| \| \| \| Ochetarcha miraculosa \| \| \| \| |
|            | Ochetarcha circensis                                                           |
|            |                                                                                |
|            | Ochetarcha miraculosa                                                          |
|            |                                                                                |